# توقيت الصين
التوقيت الصيني أو توقيت بكين هو التوقيت المستخدم في بر الصين وهو متقدم على توقيت غرينتش بثمان ساعات.
بعض المناطق في آسيا، بما فيها الصين العظمى تستخدم نفس التوقيت، لكن بأسماء مختلفة. مثل التوقيت الفلبيني والتوقيت السنغافوري.
تم تطبيق نظام التوقيت الصيفي في جمهورية الصين الشعبية في الفترة بين عامي 1986 و1991، ولكنه غير مستعمل حاليا.

## روابط خارجية
- التوقيت الان في الصين

## مناطق توقيت أخرى في الصين الشعبية
بالرغم من أن التوقيت الرسمي المعتمد الوحيد في الصين هو توقيت بكين؛ إلا أن منطقة شينجيانغ التي تتمتع بحكم ذاتي، ونظرا لموقعها في أقصى البلاد، تستخدم توقيت يسبق توقيت بكين بساعتين. ورغم أن هذا التوقيت غير معترف به، إلا أنه يستخدم في الأوساط الشعبية.